# Lithobius vagabundus
Lithobius vagabundus är en mångfotingart som beskrevs av Anton Julius Stuxberg 1876. Lithobius vagabundus ingår i släktet Lithobius och familjen stenkrypare. Inga underarter finns listade i Catalogue of Life.